# 佩雷拉
佩雷拉为哥伦比亚的一个城市，里萨拉尔达省首府，面积为702平方千米。佩雷拉距马尼萨莱斯56公里，距巴爾沃亞52公里，海拔1，411米。佩雷拉始建于1863年。佩雷拉以轻工业为主，有食品、纺织、造纸等工业。

## 姐妹城市
- 巴塞罗那, 西班牙
- 蒙特利尔, 加拿大
- 牛津, 英格兰